# Kopanie (województwo wielkopolskie)
Kopanie – osada folwarczna w Polsce położona w województwie wielkopolskim, w powiecie gostyńskim, w gminie Poniec. Osada jest częścią składową sołectwa Łęka Wielka.
W okresie Wielkiego Księstwa Poznańskiego (1815-1848) miejscowość wzmiankowana jako folwark Kopanica należała do wsi mniejszych w ówczesnym pruskim powiecie Kröben (krobskim) w rejencji poznańskiej. Folwark Kopanica należał do okręgu gostyńskiego tego powiatu i stanowił część majątku Łęka Wielka, którego właścicielem był wówczas (1846) Józef Mycielski. Według spisu urzędowego z 1837 roku wieś liczyła 56 mieszkańców, którzy zamieszkiwali jeden dym (domostwo).
W latach 1975–1998 miejscowość należała administracyjnie do województwa leszczyńskiego.
Zobacz też: Kopanie, Kopaniewo